# The Chronicles of Life and Death
«The Chronicles of Life and Death» (укр. «Хроніки життя та смерті») — третій студійний альбом американського рок-гурту Good Charlotte, випущений 5 жовтня 2004 року лейблом Daylight Records. Альбом вийшов в двох різних версіях: «Life» і «Death», в кожної з яких своя обкладинка (оформлені гітаристом Біллі Мартіном) і спеціальний бонус-трек. Також вийшла японська версія, теж зі своєю обкладинкою і бонусом-треком, як на версії «Life», так і на версії «Death», у тому числі прихований трек, «Wounded» в кінці альбому. В перший тиждень продажів продано 199 000 копій альбому.
«The Chronicles of Life and Death» є останнім альбомом, над яким працював Кріс Вілсон разом з Good Charlotte. Особливістю цього альбому є гра на ударних Крісом Вілсоном.

## Список композицій

### Версія «Life»
1. «Once Upon a Time: The Battle of Life and Death» — 2:24
2. «The Chronicles of Life and Death» — 3:03 (Madden, Eric Valentine)
3. «Walk Away (Maybe)» — 3:20
4. «S.O.S.» — 3:42
5. «I Just Wanna Live» — 2:46 (Джон Фельдман, Madden, Madden)
6. «Ghost of You» — 4:50
7. «Predictable» — 3:11
8. «Secrets» — 3:53
9. «The Truth» — 3:56 (Feldman, Madden, Madden)
10. «The World Is Black» — 3:06
11. «Mountain» — 4:33 (Madden, Madden, Martin)
12. «We Believe» — 3:51
13. «It Wasn't Enough» — 3:24 (Feldmann, Madden, Madden)
14. «In This World (Murder)» — 5:27
15. «Falling Away» (bonus track) — 3:05
16. «The Anthem (Live from the Abbey Road Sessions)» (bonus track) — 3:12
«Wounded» — 3:10 (Hidden track

### Версія Death
1. «Once Upon a Time: The Battle of Life and Death» — 2:24
2. «The Chronicles of Life and Death» — 3:03
3. «Walk Away (Maybe)» — 3:20
4. «S.O.S.» — 3:42
5. «I Just Wanna Live» — 2:46
6. «Ghost of You» — 4:50
7. «Predictable» — 3:11
8. «Secrets» — 3:53
9. «The Truth» — 3:56
10. «The World Is Black» — 3:06
11. «Mountain» — 4:33
12. «We Believe» — 3:51
13. «It Wasn't Enough» — 3:24
14. «In This World (Murder)» — 5:27
15. «Meet My Maker» — 3:41
«Wounded» — 3:10 (прихований запис)

### Японська версія
1. «Once Upon a Time: The Battle of Life and Death» — 2:25
2. «The Chronicles of Life and Death» — 3:03
3. «Walk Away (Maybe)» — 3:21
4. «S.O.S.» — 3:42
5. «I Just Wanna Live» — 2:44
6. «Ghost of You» — 4:51
7. «Predictable» — 3:11
8. «Secrets» — 3:53
9. «The Truth» — 3:56
10. «The World Is Black» — 3:06
11. «Mountain» — 4:34
12. «We Believe» — 3:52
13. «It Wasn't Enough» — 3:24
14. «In This World (Murder)» — 5:27
15. «Falling Away» — 3:05
16. «Meet My Maker» — 3:38
17. «Predictable» (Japanese version) — 3:06
«Wounded» — 3:10 (прихований запис)